# Lycianthes lysimachioides
Lycianthes lysimachioides là loài thực vật có hoa trong họ Cà. Loài này được (Wall.) Bitter mô tả khoa học đầu tiên năm 1919.